# Oliver Filip
Oliver Filip (* 15. Jänner 1998 in Leoben) ist ein österreichischer Fußballspieler.

## Karriere
Filip begann seine Karriere beim SC St. Peter-Freienstein. 2010 ging er in die AKA Steiermark, 2014 zog er in die AKA Salzburg weiter. Im Februar 2016 debütierte er für die Zweitmannschaft FC Liefering in der zweiten Liga.
Zur Saison 2017/18 wechselte er zum Bundesligisten SK Sturm Graz, bei dem er einen bis Juni 2020 gültigen Vertrag erhielt. Zur Saison 2018/19 wurde er an den Zweitligisten WSG Wattens verliehen. Mit Wattens stieg er zu Saisonende in die Bundesliga auf.
Zur Vorbereitung auf die Saison 2019/20 kehrte Filip kurzzeitig zum SK Sturm Graz zurück. Anfang Juli wechselte er zum Zweitligisten FC Blau-Weiß Linz, bei dem er einen bis Juni 2021 laufenden Vertrag erhielt. In zwei Spielzeiten in Linz kam er zu 54 Zweitligaeinsätzen, in denen er vier Tore machte.
Zur Saison 2021/22 wechselte er zum Ligakonkurrenten SK Vorwärts Steyr. Für Steyr erzielte er in 55 Zweitligaeinsätzen neun Tore. Nachdem er mit dem Klub 2023 aus der 2. Liga abgestiegen war, verließ er den Verein zunächst. Im August 2023 verlängerte er dann seinen Vertrag beim Regionalligisten doch.

## Erfolge
- Österreichischer Cup-Sieger: 2018